# Night Train
Night Train er titlen på et jazz studiealbum med Oscar Peterson Trio, der blev udgivet i 1963 på Verve Records og medregnes som et af de bedste jazz albums. 

## Baggrund
Albummets producer Norman Granz havde solgt plademærket ”Verve”, men havde beholdt Oscar Petersons manager, hvorfor han alligevel kunne overvåge indspilningerne af Night Train. Albummet har mange numre af kortere varighed, givet på grund af de kommercielle radiostationers tilbageholdenhed mod at spille numre af mere end et par minutters varighed.
Fotografiet på albummets omslag (Forenden af et diesellokomotiv med skumringsblå himmel i baggrunden) er lavet af Peter Turner  og omslagsteksten er skrevet af saxofonisten Benny Green.
Albummet er tilegnet Oscar Petersons far, der arbejdede som sovevognsmedarbejder under Canadian Pacific Railways.
| Citat             | Oscars far var en stor indflydelse for ham, som mand om ikke musikalsk og jeg tror, at den plade har en særlig plads i hans hjerte. Han sad i lang tid og stirrede på omslaget, helt længselfuldt, da han så det første gang | Citat |
| Norman Granz 1982 | |       |

## Modtagelse
Anmelderen John Bush, der skriver for Allmusic skrev i sin omtale, at udgivelsen ”inkluderer stateligt dækkende Blues- og R&B standardnumre”  The Penguin Guide to Jazz 
inkluderer albummet i sin kernesamling og omtaler det som ”et af de bedst opbyggede LP'er i sin tid”  og siger, at Petersons spil er "fast og ukarakteristisk følsomt".
I 2019 blev albummet udvalgt som juryens vinder af Polaris Heritage Prize.

## Numre på albummet
Side 1
1. Night Train  (Duke Ellington) – 4:52
2. C Jam Blues (Duke Ellington, Barney Bigard) – 3:26
3. Georgia on My Mind (Hoagy Carmichael, Stuart Gorrell) – 3:46
4. Bags’ Groove (Milt Jackson) – 5:43
5. Moten Swing (Bennie Moten) – 2:55
6. Easy Does It (Sy Oliver, Trummy Young) – 2:45
Side 2
7. Honey Dripper (Joe Liggins) – 2:24
8. Things Ain’t What They Used to Be (Mercer Ellington, Ted Persons) – 4:38
9. I Got It Bad (and That Ain’t Good) (Duke Ellington, Paul Francis Webster) – 5:08
10. Band Call (Duke Ellington) – 3:55
11. Hymn to Freedom (Oscar Peterson) – 5:38
Bonustracks (CD)
12. Happy-Go-Lucky Local (Alternative Take) (Duke Ellington) – 4:57
13. Volare (Nel Blu Dipinto Di Blu) (Domenico Modugno, Franco Migliacci) – 2:46
14. My Heart Belongs to Daddy (Cole Porter) – 3:55
15. Moten Swing (Rehearsal Take) (Bennie Moten) – 3:34
16. Now’s the Time (Incomplete Take) (Charlie Parker) – 2:34
17. This Could Be the Start of Something Big (Steve Allen) – 5:12
Bonustrack (Download)
18. Night Train (Partial Take/Breakdown) (Duke Ellington) – 1:27